# Chlorophorus semiformosus
Chlorophorus semiformosus är en skalbaggsart som först beskrevs av Maurice Pic 1908.  Chlorophorus semiformosus ingår i släktet Chlorophorus och familjen långhorningar. Inga underarter finns listade i Catalogue of Life.